# Калер, Илья Леонидович
Илья Леонидович Калер (род. 2 июня 1963, Москва) — советский и американский скрипач, единственный исполнитель, завоевавший первые премии трёх крупнейших международных скрипичных конкурсов: имени Паганини (1981), имени Сибелиуса (1985) и имени Чайковского (1986).

## Биография
Родился в семье участника Великой Отечественной войны Леонида Мееровича Калера (род. 1924, Кишинёв) и Розалии Семёновны Калер (род. 1927). Получил первые уроки музыки у своего отца, скрипача Большого симфонического оркестра Гостелерадио СССР, ученика М. Я. Пестера. Затем учился в Центральной музыкальной школе у Зинаиды Гилельс и Юрия Янкелевича и в Московской консерватории у Леонида Когана и Виктора Третьякова, которую закончил с золотой медалью. После чего продолжал частные уроки у Абрама Штерна в Киеве и Лос Анжелесе.
Свой первый сольный концерт юный маэстро провел в 1975 году. Первый же серьезный концерт скрипач провел в 1983 году с оркестром Московской филармонии под началом Д. Китаенко.
С 1996 по 2001 год был концертмейстером Рочестерского филармонического оркестра, после чего стал концертмейстером оркестра Lake Forest Symphony.
Был судьёй нескольких конкурсов по всему миру, таких как Международный конкурс скрипачей Сибелиуса (Хельсинки, Финляндия), Международный конкурс Анри Марто (Германия), а также Международный музыкальный конкурс в городе Харбин (Китай), включая Международный конкурс Чайковского.
С 2007 года активно выступает в составе трио "The Tempest Trio", в которое также входят музыканты Амит Пелед и Алон Гольдштейн.
Профессор нескольких высших музыкальных учебных заведений США, был профессором в музыкальной школе Истмена в Рочестере, Нью-Йорк, также преподавал в музыкальной школе университета Индианы в Блумингтоне, штат Индиана.
С 2018 года преподает вместе с женой Ольгой в Кливлендском институте музыки Университета Де Поля, в городе Чикаго, штата Иллинойс. В летнее время преподает и дает мастер классы на таких фестивалях как Шато́ква, Боудойн, на Монреальском фестивале камерной музыки, а также в таких заведениях как музыкальный институт Хейфеца и музыкальный центр Кешет Эйлон.
Выступает в дуэте с женой — скрипачкой и композитором Ольгой Дубоссарской-Калер (род. 1970) — дочерью композитора Бориса Дубоссарского.
Записал большое количество CD дисков, заключив эксклюзивный контракт с компанией "Naxos Records". Сольный альбом «Илья Калер, скрипка» был номинирован на NAIRD Indie Award в 1995 году, по категории соло-классика, который был выпущен Ongaku Records, компания также выпустила позднее альбом Olivier Messiaen: Quartet for the End of Time.

## Скрипка
Известно, что постоянным компаньоном скрипача является скрипка 1735 года выпуска, мастера Джузеппе Гварнери.

## Семья
В данный момент проживает в городе Уилметт, штат Иллинойс, США, вместе с женой Ольгой и двумя сыновьями, Даниелем и Ариэлем.

## Дискография
- 1987 Илья Калер: Прокофьев Соната № 2, Чайковский Медитация, Шостакович Пять прелюдий, Паганини I Палпити (LP). Мелодия
- 1990 Илья Калер: Витали, Брамс, Паганини, Марчелло, Венявский (LP). Мелодия
- 1991 Илья Калер: Брамс Соната №3, Прокофьев Пять мелодий, Исаи Соната №6 (LP). Мелодия
- 1993 Паганини Концерты для скрипки № 1, соч. 6 и № 2, соч. 7. Naxos
- 1993 Паганини 24 каприса, соч. 1. Naxos
- 1994 Шуман Сонаты для скрипки №№ 1 и 2; Интермеццо из FAE Sonata. Naxos
- 1994 Глазунов Концерт для скрипки; Дворжак Концерт для скрипки, Романс соч. 11. Naxos
- 1995 Илья Калер, скрипка, сольный концерт произведений Баркаускаса, Хиндемита, Мартинона, Прокофьева, и Изаи. Ongaku
- 1995 Брамс Двойной концерт, соч. 102; Шуман Концерт для виолончели, соч. 129. Naxos
- 1997 Шостакович Концерты для скрипки №№ 1 и 2. Naxos
- 1997 Глазунов Времена года, Концерт для скрипки. Naxos
- 2002 Брамс Сонаты для скрипки. Naxos
- 2004 Изаи Сонаты для скрипки соло. Naxos
- 2004 Оливье Мессиан: Квартет конца времен, тема с вариациями. Ongaku
- 2007 Шимановский Концерты для скрипки №1 и 2. Naxos
- 2007 Чайковский Концерт для скрипки, Меланколическая серенада, Souvenir d'un lieu cher , Вальс-Скерцо. Naxos
- 2008 Бах Сонаты и партиты для скрипки соло, BWV 1001-1006. Naxos
- 2008 Брамс , Шуман Концерты для скрипки. Naxos
- 2011 Карлович Концерт для скрипки, серенада, соч. 2. Naxos
- 2012 Сибелиус Концерт для скрипки; Дворжак Концерт для скрипки. Naxos